# 班奈特大廈

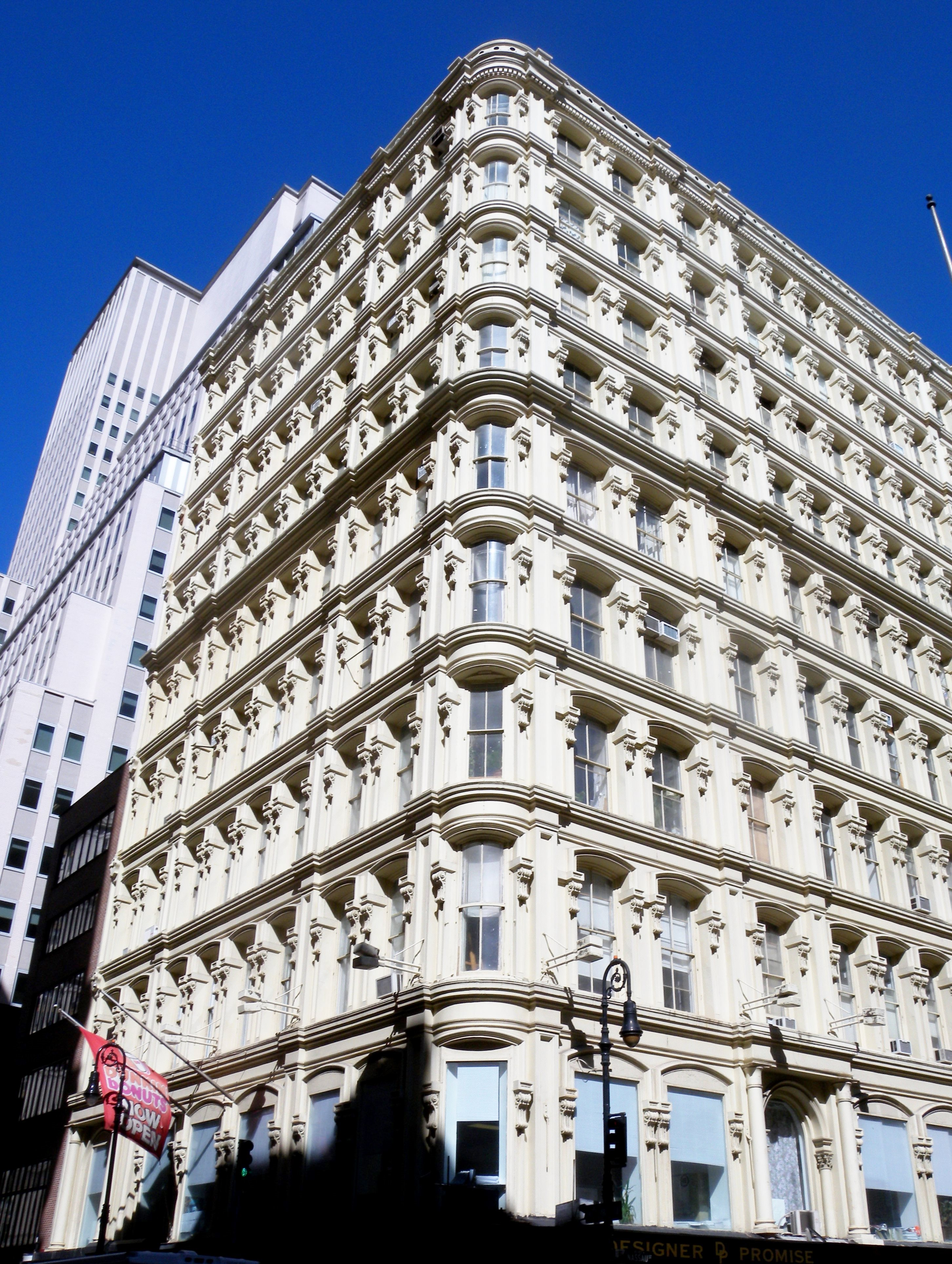

班奈特大廈（Bennett Building）是美國紐約市曼哈頓金融區的一座建築，位於拿索街西側。這座建築的設計者是Arthur Gilman。1995年，這座建築被列入紐約市地標。該建築也是富爾頓-拿騷歷史區的一部分。